# إكس + واي
إكس + واي (بالإنجليزية: A Brilliant Young Mind)‏ هو فيلم دراما تم إنتاجه في المملكة المتحدة وصدر في سنة 2014. من بطولة أسا بترفيلد وسالي هوكينز وريف سبال. سيصدر الفيلم في 11 سبتمبر 2015.

## القصة
يناضل ناثان الذي أصيب بالتوحد بعد وفاة والده في حادث سير ، من أجل التواصل مع الناس، وغالبا ما يرفض أولئك الذين يريدون أن يكونوا الأقرب إليه، بما فيهم والدته، جولي.
و لأنه يفتقد للقدرة على فهم الحب أو الحنان، يجد ناثان الراحة والأمن الذين يحتاج إليهما في عالم الأرقام والرياضيات، ليكتشف معلمه السيد “همفريز” مواهبه و يجعل له مكانا في الفريق البريطاني المتنافس في أولمبياد الرياضيات الدولي الذي سيقام في الصين.
و عندما يذهب ناثان مع الفريق للتدريب في تايوان، تواجهه العديد من التحديات غير المتوقعة، وليس أقلها مشاعر جديدة وغير مألوفة و التي بدأ يحس بها إزاء الجميلة “تشانغ مي” أحد المنافسين الصينيين.

## الممثلون والشخصيات
- أسا بترفيلد (بدور: ناثان)
- سالي هوكينز (بدور: جولي (والدة ناثان))
- ريف سبال (بدور: همفريز (معلم الرياضيات))

## وصلات خارجية
- إكس + واي على موقع IMDb (الإنجليزية)
- إكس + واي على موقع ميتاكريتيك (الإنجليزية)
- إكس + واي على موقع روتن توميتوز (الإنجليزية)
- إكس + واي على موقع قاعدة بيانات الأفلام العربية
- إكس + واي على موقع ألو سيني (الفرنسية)
- إكس + واي على موقع Turner Classic Movies (الإنجليزية)
- إكس + واي على موقع أول موفي (الإنجليزية)
- إكس + واي على موقع فيلمافينيتي (الإسبانية)
- إكس + واي على موقع قاعدة بيانات الأفلام السويدية (السويدية)
- إكس + واي على موقع قاعدة بيانات الفيلم (الإنجليزية)